# 校旗
校旗，泛指学校旗帜，上面通常标有学校名，是一所学校的象征与标志。学校旗通常涵盖学校识别系统的基本元素：校名、校徽、标准字、标准色等。学校旗蕴涵学校的学术气质，彰显学校的文化理念，体现学校的精神风貌，展示学校的个性特色，对于一所学校具有十分重要的意义。

## 图库
- 上海交通大学（曾用）
- 合肥工业大学
- 密歇根大学
- 剑桥大学
- 牛津大学
- 爱丁堡大学
- 伦敦大学
- 內蓋夫本-古里安大學
- 布尔诺理工大学
- 马萨里克大学
- 帕拉茨基大学
- 兹林托马斯巴塔大学
- 俄斯特拉发大学
- 西波西米亚大学
- 加拿大女王大学
- 加拿大皇家軍事學院（法语：Collège militaire royal du Canada）
- 清邁皇家大學
- 哥倫比亞教育和技術大學（西班牙语：Universidad Pedagógica y Tecnológica de Colombia）
- 新格林納達軍事大學（西班牙语：Universidad Militar Nueva Granada）
- 智利大學
- 康塞普西翁大学